# Vasspetsad sikelvinge
Vasspetsad sikelvinge, Sabra harpagula är en fjärilsart som beskrevs av Eugen Johann Christoph Esper 1786. Vasspetsad sikelvinge ingår i släktet Sabra och familjen sikelvingar, Drepanidae. Enligt den svenska rödlistan är arten nära hotad i Sverige. Arten förekommer i Götaland och Svealand samt tillfälligtvis även på Öland. Artens livsmiljö är skogslandskap. Inga underarter finns listade i Catalogue of Life.

## Bildgalleri

Hane
Hane, undersida